# Джим Томпсън
Джим Томпсън (на английски: James „Jim“ Myers Thompson) е американски сценарист и писател на криминални романи. Ограничаван и не толкова популярен на времето си той е преоткрит през 80-те години при преиздаването на романите му.

## Биография и творчество
Джим Томпсън е роден на 27 септември 1906 г. в Анадарко, Оклахома, САЩ. Баща му Джеймс Шърман Томпсън е шериф на Каду Каунти, щата Оклахома. Кандидатира се за щатския парламент през 1906 г., но е победен и той скоро след това напуска поста си, поради обвинения за присвояване. Семейството на Томпсън се премества в Тексас.

### Ранна кариера
Томпсън започва да пише отрано и още през тийнейджърските си години публикува няколко разказа. Той е интелигентен и начетен, но има слаб интерес към формалното образование.
По време на сухия режим за около две години работи вечер като пиколо в хотел, а през деня ходи на училище. През това време Томпсън бързо се адаптира към нуждите на гостите на хотела и им осъществява малки доставки на алкохол, хероин и марихуана. Така доходите му достигат до 300$ на седмица при 15$ месечна заплата. С тях той води разгулен живот, пие и пуши много, и на 19 години претърпява остра нервна криза.
През 1926 г. започва да работи като общ работник нефтено находище. С баща си опитват да започнат самостоятелен добив на петрол, но бизнесът им се оказва неуспешен. Томпсън се връща във Форт Уърт с намерението да учи и да пише професионално.
Първото му произведение е автобиографичния разказ „Oil Field Vignettes“ излязъл през 1929 г. в разгара на икономическата депресия. През 2010 г. разказът е възстановен от изследователя Лий Рой Чапман. Томпсън започва да посещава през 1929 г. Университета на Небраска като част от програмата за талантливи студенти от „нетрадиционни образователни среди“, но през 1931 г. отпада от училището.
На 16 септември 1931 г. в Мерисвил, Тексас, се жени за Алберта Хесен, въпреки неодобрението на нейното семейство. Първото от трите им деца се ражда през 1932 г.
В продължение на няколко години Томпсън пише от време на време кратки криминални истории за различни списания. Често пренаписва действителни истории, но разказани в първи лице. По това време пише и за други вестници и списания, като временно нает журналист или най-вече на свободна практика. Неговият разказ „Ditch of Doom“ публикуван през 1936 г. в списание „Master Detective“ е избран от Американската библиотека като част от ретроспекцията за американската криминална литература за миналия век.
Пак по това време Томпсън е ръководил федералния проект на писателите на Оклахома презназначен за подпомагане на американците по време на Голямата депресия. Присъединява се към Комунистическата партия през 1935 г., но я напуска през 1938 г.

### Ранно творчество
В началото на Втората световна война Томпсън работи в самолетостроителна фабрика, където е бил разследван от ФБР заради членството му в комунистическата партия. Тези събития са основата за неговия полу-автобиографичен дебютен роман „Now and On Earth“ излязъл през 1942 г. Вторият му роман „Heed The Thunder“ от 1946 г. отново е на базата на собствените му преживявания и историята на фамилията му. И двата романа нямат пазарен успех поради мрачните и песемистични краски в тях.
В следващите години Томпсън се насочва към криминалните романи. Започва да работи с малкото издателство на романи джобен формат „Lion Books“, чийто редактор Арнолд Хано предоставя творческа свобода на автора, но изисква от него да бъде продуктивен и надежден. Издателството публикува в бъдеще повечето от най-добрите произведения на автора.
За да издържа семейството си, докато пише романи, Томпсън започва работа като репортер на „Лос Анджелис Мирър“, таблоид собственост на "Лос Анджелис Таймс”, за който пише до 1949 г.

### Зряло творчество
В началото на 50-те достига своята зрялост като писател. Романът му „The Killer Inside Me“ е публикуван през 1952 г. и е може би най-известният му роман. Героят му, шерифът на малко градче Лу Форд, изглежда симпатичен, приятен и леко простоват, но всъщност е много интелигентен и борбен, като понякога решава случаите си насилствено. Романът е адаптиран за киното през 1976 г. от режисьора Бърт Кенеди с участието на Стейси Кийч, и отново през 2010 г. от режисьора Майкъл Уинтърботъм с участието на Кейси Афлек, Кейт Хъдсън и Джесика Алба.
От тази година Томпсън започва да пише романи с бясна скорост, общо 12 произведения за 20 месеца, като едни от най-добрите са трилърите „Savage Night“ и „After Dark, My Sweet“.
През 1955 г. Томпсън се мести в Холивуд, Калифорния, където работи заедно с режисьора Стенли Кубрик. Сценариите той пише в съавторство с Кубрик, но всъщност Томпсън пише сценария по идеи на Кубрик. Един от сценариите му „Lunatic at Large“, който е бил в единствено копие, е бил загубен, и чак след смъртта на Кубрик през 1999 г. е бил намерен в архива му от неговия зет. Петдесет години от написването му той отново е в предварително производство.
През 1959 г. Томпсън претърпява първия си инсулт, а при лечението му се откриват и язви на стомаха. Лечението му е успешно с помощта на новите му издатели.
Томпсън остава в Калифорния и продължава да работи в телевизията и киното, както и да пише романи, но вече не със същото темпо, както през 1952 – 1954 г. Средно завършава по един роман на година. Пише все повече сценарии за киното като по-доходна работа. Сред най-добрите му произведения от този период са сценариите за „Mackenzie's Raiders“, „Cain's Hundred“ и „Convoy“, както има и други, които не са били реализирани.
През 1963 г. издава впечатляващият роман „The Grifters“, а през следващата година трилърът „1280 жители“, който се счита за последния голям роман в творчеството му.

### Късно творчество
През 60-те години, вследствие на Студената война, в САЩ се развихря „лов на вещици“ насочени към настоящи и бивши членове на Комунистическата партия. Поради това Томпсън не е предпочитан за печат от местните издателства. Неговите книги се издават предимно във Франция и други страни. Това оказва много негативно въздействие върху неговата личност и той залита системно към алкохола.
Следващите години от живота му са белязани със силно влошаващо се здраве. През 1965 г. претърпява операция с отстраняване на жлъчката и част от стомаха. Синът му също има проблеми с алкохола и бива приет в психиатрична клиника.
Светъл лъч в творчеството му е романът му „South Of Heaven“ публикуван през 1967 г., в който няма толкова тъмни личности. В края на 60-те години, поради натрупани финансови задължения, Томпсън приема да направи няколко романизации.
В началото на 70-те филмовата индустрия има интерес към творчеството му и романът „The Getaway“ е филмиран от режисьора Сам Пекинпа с участието на Стив Маккуин, Док Маккой и Али Магрей, а Томпсън участва частично и като сценарист.
Освен като сценарист Томпсън участва през 1975 г. и като актьор в ролята на съдията във филма „Farewell, My Lovely“ с участието на Робърт Мичъм. Ролята му позволява да ползва безплатно медицинско лечение като член на гилдията.
Историите в романите на Томпсън се завъртат около маргинални личности, губещи, психопати и социопати, някои с изкривен светоглед, други с плашещо самосъзнание. В тях няма добри момчета, те винаги се стремят към някаква злоупотреба. Романите му са динамични и емоционални, често са обвързани и със собствените му преживявания. Влечението му към алкохола също е отразено в характера на героите му. Романите му се характеризират от критиката като „адски трилъри“. Въпреки черните краски на сюжетите му, в американската литература Джим Томпсън се нарежда до такива майстори на криминалния жанр като Реймънд Чандлър и Дашиъл Хамет, а творчеството му е като поглед в бъдещето.
Джим Томпсън умира на 7 април 1977 г. в Лос Анджелис след серията инсулти и наложено самогладуване. Погребан е в „Forest Lawn Memorial Park“ в Холивуд, Калифорния.
Към момента на смъртта му нито един негов роман не е в печат в САЩ. Популярността му нараства значително сред това, когато са направени редица филми по неговите романи и те са преиздадени. Преди смъртта си той казва на жена си: „Само почакай. Аз ще бъда известен десет години след смъртта ми“. И се оказва прав.

## Произведения

### Романи
- Now and On Earth (1942)
- Heed The Thunder (1946)
- Nothing More Than Murder (1949)
- Cropper's Cabin (1952)
- The Killer Inside Me (1952)
- The Criminal (1953)
- The Alcoholics (1953)
- Recoil (1953)
- Savage Night (1953)
- The Golden Gizmo (1954)
- The Nothing Man (1954)
- A Swell-Looking Babe (1954)
- A Hell Of A Woman (1954)
- Roughneck (1954)
- After Dark, My Sweet (1955)
- The Kill-Off (1957)
- Wild Town (1957)
- The Getaway (1959)
Опасно измъкване, изд.: „Абагар, София (1994), прев. Валентин Кръстев
- The Transgressors (1961)
- The Grifters (1963)
- Pop. 1280 (1964)
1280 жители, изд.: „Хр. Г. Данов“, Пловдив (1986), прев. Стефан Семерджиев
- Texas By The Tail (1965)
- South Of Heaven (1967)
- Ironside (1967) – романизация
- The Undefeated (1969) – романизация
- Nothing But A Man (1970) – романизация
- Child Of Rage (1972)
- King Blood (1973)
- The Rip-Off (1987)

### Филмография
- 1956 The Killing (писател на диалога)
- 1957 Paths of Glory (сценарист)
- 1959 Mackenzie's Raiders (ТВ сериал), сценарист
- 1961 Cain's Hundred (ТВ сериал), сценарист
- 1965 Dr. Kildare (ТВ сериал), сценарист
- 1965 Convoy (ТВ сериал), сценарист
- 1972 The Getaway (по романа)
- 1975 Farewell, My Lovely (актьор)
- 1976 The Killer Inside Me (по романа)
- 1979 Série noire (по романа „A Hell of a Woman“)
- 1981 Безупречна репутация, Coup de torchon (по романа „1280 жители“)
- 1989 The Kill-Off (по романа)
- 1990 After Dark, My Sweet (по романа)
- 1990 Измамниците (по романа)
- 1993 Fallen Angels (ТВ сериал), сценарист
- 1994 The Getaway (по романа)
- 1996 Hit Me (по романа „A Swell-Looking Babe“)
- 1997 This World, Then the Fireworks (сценарист)
- 2010 The Killer Inside Me (по романа)

### Книги за Джим Томпсън
- Jim Thompson: The Killers Inside Him (1983) – от Ед Горман и Макс Алън Колинс
- Jim Thompson: Sleep with the Devil (1991) – от Майкъл Дж. Маколи
- Fireworks: The Lost Writings of Jim Thompson (1988) – от Роберт Полито и Майкъл Дж. Маколи
- Savage Art: A Biography of Jim Thompson (1995) – от Роберт Полито